# Powstanie wołoskie (1821)

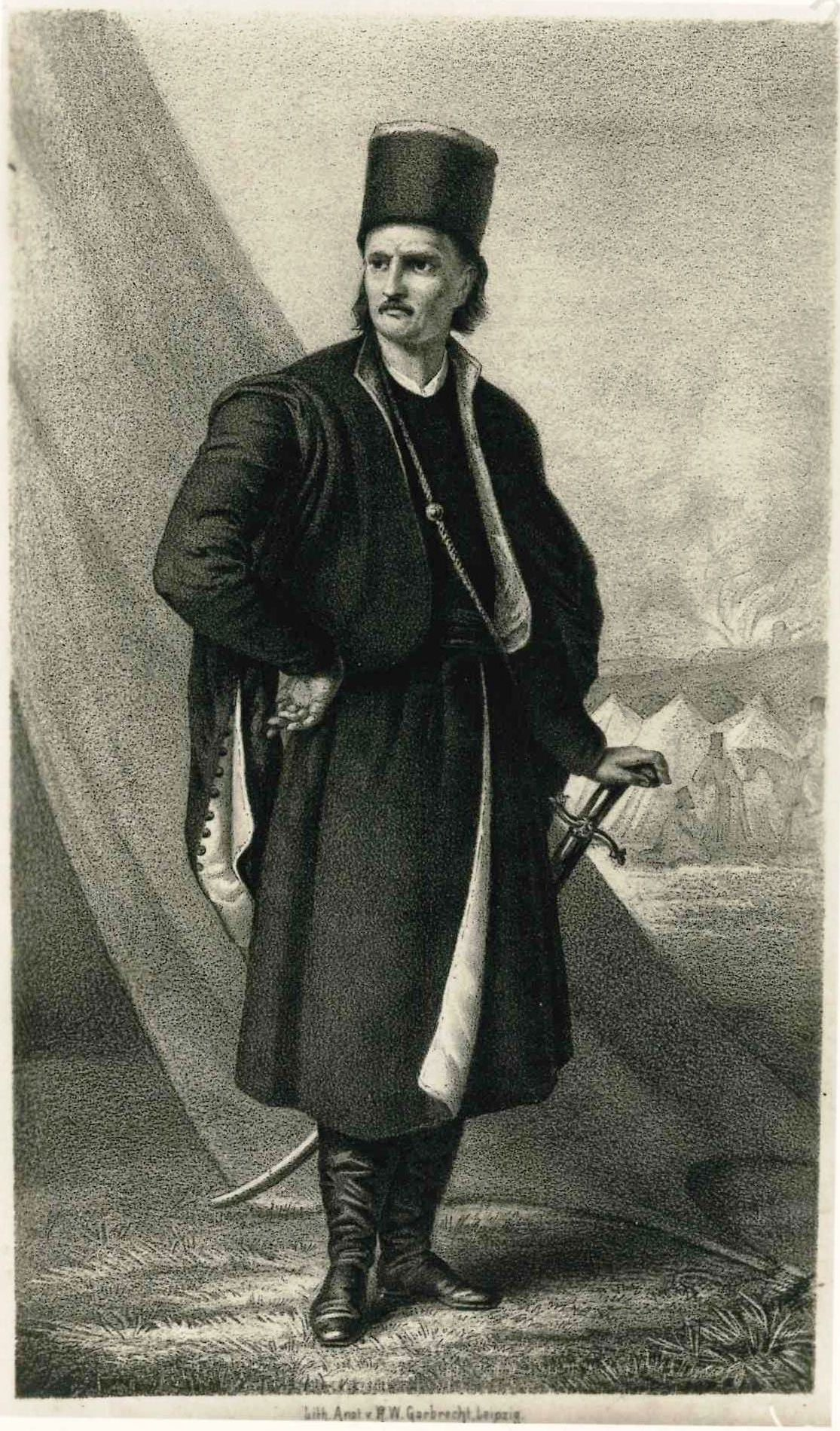
Tudor Vladimirescu

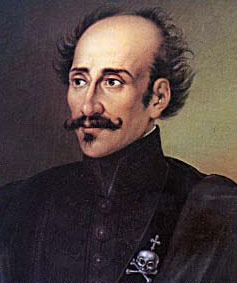
Aleksander Ipsilanti

Powstanie wołoskie (1821) – zakończone niepowodzeniem antyosmańskie powstanie w Mołdawii i Wołoszczyźnie w 1821, na którego czele stał Tudor Vladimirescu.

## Przyczyny i przygotowania
Księstwa Mołdawii i Wołoszczyzny od początku XVI w. znajdowały się pod prawie niepodzielną dominacją imperium osmańskiego. Jej rezultatem była polityczna i gospodarcza marginalizacja tych krajów. Proces ten nasilił się w XVIII w., w erze fanariotów. 
Jednocześnie od początku XVIII w. następował powolny upadek polityczno-militarny Turcji, a w samych księstwach, w początkach XIX w. coraz silniejsze było oddziaływanie zewnętrznych sił antytureckich (zwłaszcza narodowego ruchu greckiego, wspieranego przez Imperium Rosyjskie).
W drugim dziesięcioleciu XIX w. wzburzenie w Mołdawii i Wołoszczyźnie stopniowo narastało. Rody bojarskie w osłabieniu Turcji widziały szansę na odebranie władzy fanariotom. Kupcy liczyli na zniesienie ograniczeń w handlu z innymi państwami europejskimi. Wzrastało niezadowolenie chłopstwa, które dotykały liczne obciążenia, a jednocześnie postępował stopniowo proces odbierania im zwyczajowych uprawnień. W kraju pełno też było weteranów wojny rosyjsko-tureckiej 1806-1812, podczas której Turcja poniosła klęskę, która zaowocowała oderwaniem od Mołdawii Besarabii i jej przyłączeniem do Rosji.
Organizacją przygotowań do powstania zajmowali się przede wszystkim przedstawiciele możnych rodów bojarskich (w tym hospodar mołdawski Michał Suțu) i wyższego duchowieństwa. Otrzymywali oni obietnice wsparcia od przedstawicieli Rosji, zainteresowanej dalszym rozszerzeniem swoich wpływów na Bałkanach, do czego często wykorzystywała lokalne ruchy narodowe. Akcja miała być zsynchronizowana z wystąpieniem antytureckim greckich powstańców z ruchu Filiki Eteria, którzy mieli wkroczyć pod wodzą carskiego generała Aleksandra Ipsilantisa z Rosji do Mołdawii, a następnie kierować się w stronę Grecji.
Na Wołoszczyźnie bojarscy spiskowcy nawiązali kontakt z Tudorem Vladimirescu, synem chłopa, weteranem wojny turecko-rosyjskiej, który zdobył spory majątek oraz poważanie wśród chłopów na terenie Oltenii. Celem tego zabiegu było przekonanie chłopów, by wsparli powstanie.

## Przebieg
W styczniu 1821 zmarł hospodar wołoski Aleksander Suțu, który był jednym z głównych przeciwników powstania. Śmierć ta stanowiła sygnał do rozpoczęcia powstania. Stosownie do porozumienia z Filiki Eteria władzę na Wołoszczyźnie objął trzyosobowy komitet bojarski, który rzucił hasło powstania. Tudorowi Vladimirescu nakazano rozpoczęcie działań w celu pozyskania poparcia wśród chłopów, spodziewano się też wkroczenia z Rosji sił Filiki Eteria. Wypadki jednak natychmiast wymknęły się spod kontroli kierownictwu. Vladimirescu wbrew oczekiwaniom mocodawców głosił przede wszystkim hasła społeczne i nawoływał do walki z bojarami i fanariotami we współpracy z Filiki Eteria, a jednocześnie deklarował, że nie jest przeciwnikiem zwierzchnictwa tureckiego. Ruch chłopski niemal natychmiast objął całą Oltenię, a chłopi zaczęli wystąpienia przeciwko lokalnym bojarom. Komitet bojarski z Bukaresztu, przerażony rozwojem wypadków, oczekiwał na wkroczenie oddziałów Filiki Eteria i poparcie Rosji, ale hasła społeczne Vladimirescu wywołały potępienie powstania przez konferencję Świętego Przymierza, przez co car nie tylko odmówił poparcia bojarom, ale także nie wsparł Filiki Eteria. 
W efekcie komitet bojarski rozwiązał się. Nowym hospodarem wołoskim został w lutym 1821 fanariota Scarlat Callimachi. Jednocześnie oddziały Filiki Eteria pod dowództwem Aleksandra Ipsilantisa wkroczyły do Mołdawii. Ipsilanti zajął w porozumieniu z hospodarem mołdawskim Michałem Suțu Jassy, gdzie wymordowano Turków. Wydał też tutaj odezwę do ludności rumuńskiej i zaczął organizowanie oddziałów zbrojnych. Jednak rekwizycje, do których musiał się uciekać, a także brak pomocy rosyjskiej, doprowadziły do odstępowania od Ipsilantisa wielu jego wcześniejszych bojarskich sojuszników (m.in. hospodar został zmuszony do ustąpienia z tronu, a wielu bojarów wyjechało z kraju). 
W marcu Vladimirescu opuścił Oltenię i zajął Bukareszt. Próbował także rozszerzyć zasięg swoich wpływów na Mołdawię, jednak bez powodzenia. Już wtedy zaczęły się pojawiać nieporozumienia między ruchem Vladimirescu a Filiki Heteria. Ipsilanti wkroczył na Wołoszczyznę, wezwany przez część bojarów do zajęcia Bukaresztu – do tego nie dopuścił jednak Vladimirescu. Doszło do spotkania obu wodzów, podczas którego uzgodniono, że oddziały Vladimirescu opanują nizinne tereny Wołoszczyzny, podczas gdy górskie pozostawią Grekom Ipsilantisa.
Pod koniec marca Vladimirescu ogłosił się hospodarem wołoskim, zaczął też wprowadzać reformy, które miały zyskać mu poparcie nie tylko chłopów i wojska, ale także bojarów, kupców i kleru prawosławnego. Jednak jego rządy silnej ręki powodowały narastanie niechęci wobec niego, nawet w oddanych mu oddziałach. Vladimirescu zdawał sobie sprawę z braku szans w bezpośrednim starciu z potęgą osmańską, próbował zatem porozumieć się z Turcją w celu uniknięcia jej interwencji oraz planował pozbycie się heterystów. Odrzucił jednak lojalnie turecką propozycję uznania go za hospodara w zamian za wspólną akcję przeciw Filiki Eteria. Paradoksalnie decyzja ta nie pomogła Vladimirescu, bowiem korespondencja w tej sprawie wpadła w ręce Ipsilantisa, przekreślając szanse na współpracę z Grekami. Wkrótce na Wołoszczyznę dotarły wojska tureckie, które opanowały Bukareszt bez walki (wskutek zdrady). Vladimirescu postanowił wycofać się do Oltenii, został jednak uwięziony przez oficerów, którzy zawiązali przeciw niemu spisek; wydany Ipsilantisowi został poddany torturom i zamordowany 8 czerwca 1821.
Upadek Vladimirescu spowodował, że jedynym poważnym przeciwnikiem Turków pozostały oddziały Ipsilantisa (opór w Oltenii próbował kontynuować Popa Vladimirescu, brat Tudora, jednak szybko został pokonany). 7 czerwca zostały one pobite w bitwie pod Drăgășani; Ipsilanti pozostawiwszy swoich towarzyszy, w tajemnicy uciekł do Siedmiogrodu, gdzie został uwięziony przez Austriaków. Oddziały Filiki Eteria w Mołdawii zostały pokonane przez Turków w bitwie pod Sculeni. Resztki heterystów broniły się jeszcze przez jakiś czas w ufortyfikowanych monastyrach rumuńskich (m.in. Secu w Mołdawii i Cozia na Wołoszczyźnie).

## Skutki
Stłumienie powstania zaowocowało przede wszystkim spustoszeniem kraju przez armię turecką. Turcy podnieśli także podatki, czego efektem było doprowadzenie wielu gospodarstw do ruiny. Zimą 1822/1823 w wielu rejonach księstw rumuńskich panował nawet głód. Prześladowano także uczestników powstania.
Latem 1822 wojska tureckie wycofano z Mołdawii i Wołoszczyzny, a w Konstantynopolu odbyła się konferencja z udziałem delegatów bojarskich z obu księstw. Imperium osmańskie zmagało się wówczas z powstaniem na terenie Grecji, które wybuchło kilka miesięcy później, stąd było skore do ustępstw, w szczególności do zgody na odsunięcie od rządów greckich fanariotów, co stanowiło początek procesu reformy zarządzania Mołdawią i Wołoszczyzną. Dzięki stłumieniu ludowego ruchu Vladimirescu dawną pozycję utrzymali właściciele ziemscy (bojarzy i wysoki kler prawosławny). 
Postać Tudora Vladimirescu stała się symbolem rumuńskiego ruchu narodowowyzwoleńczego. Antyfeudalny wydźwięk jego ruchu spowodował, że chętnie do jego osoby odwoływali się później rumuńscy komuniści.